# Дуванкойская волость
Дуванко́йская во́лость — административно-территориальная единица в составе Симферопольского уезда Таврической губернии, образована во время реформы волостного деления 1829 года переименованием Чоргунской волости и перераспределением поселений.

## География
На юго-западе Крыма волость занимала долину Качи от Шури до моря, побережье от устья Альмы включительно на севере, до деревни Уч-Кую на юге, Бельбекскую долину от моря до Албата, включая Каралезскую до Мангупа. Между речными долинами волость включала возвышенность Каратау Внешней гряды, Мекензиевы горы, западную часть Внутренней гряды и продольную долину между ними. Граничила на севере с Яшлавской волостью, на востоке и юго-востоке с Алуштинской и Озенбашской (с 1838 года — с Ялтинским уездом) и Каралезской волостями, на юге — с Севастопольским военным губернаторством (с 7 февраля 1872 года — Севастопольским градоначальством).

## Состав волости на 1829 год
Согласно «Ведомости о казённых волостях Таврической губернии 1829 года», из Чоргунской волости в новую были включены 17 деревень:

| - Бельбек - Бичке - Биюк-Каралез - Биюк Суирен - Дуванкой - Заланкой | - Камышлы - Кучук Суирен - Мустафа-Бей - Орта-Кесек-Отаркой - Отаркой - Суюрташ | - Теберти - Толе - Уч-Кую - Черкез Керман - Юкары Каралез |

Также в Дуванкойскую передали 15 деревень бывшей Актачинской волости, лежащих в долине реки Кача:

| - Аджи-Булат - Аклеиз - Актачи - Алматамак - Акшеих | - Голумбей - Джангарель - Калантай - Мамашай - Топчикой | - Улаклы - Уранча - Чоткара - Эскель - Эфендикой |

2 деревни, также с качинской долине, Татаркой и Шура, переподчинили из Алуштинской и Албат — из бывшей Махульдурской.

## Волость в 1892 году
В результате земской реформы 1890-х годов, волость претерпела некоторые изменения, а все деревни были приписаны к сельским обществам. Согласно «…Памятной книжке Таврической губернии на 1892 год», в волости было 26 поселений с 5614 жителями.

## Состояние волости на 1902 год
По данным на 1902 год жители 13 селений волости (или некоторые из них) владели землёй и входили в сельские общества и в «…Памятной книжке Таврической губернии на 1902 год» сведения о населении и числе дворов приведены только для этих деревень:

| - Акшеих — 172 жит. - Аранчи — 232 жит. - Бельбек — 274 жит. - Биюк-Отаркой — 282 жит. - Голумбей — 199 жит. - Дуванка — 1114 жит. - Калымтай — 317 жит. | - Камышлы — 370 жит. - Мамашай — 393 жит. - Орта-Кисек-Отаркой — 334 жит. - Тарханлар — 232 жит. - Чоткара — 225 жит. - Эскель — 209 жит. |

Жители остальных были безземельные и 10 деревень приписаны к волости для счёта:

| - Аджи-Булат - Актачи - Алма-Томак - Бурлюк - Кучук-Яшлав | - Орта-Кесек-Улукул - Топчикой - Ханышкой - Эвельшейх - Эфендикой |

## Волость в 1915 году
Согласно Статистическому справочнику Таврической губеррнии. Ч.1-я. Статистический очерк, выпуск шестой Симферопольский уезд, 1915 года, волость включала 443 разлмчных поселения, из них 23 деревни с населением в количестве 8640 человек приписных жителей и 1229 человек «посторонних»:

| - Аджи-Булат — 232/0 чел. - Алма-Томак — 142/0 чел. - Актачи — 50/45 чел. - Акшеих — 165/67 чел. - Аранчи — 380/45 чел. - Бельбек — 350/43 чел. - Биюк-Отаркой — 482/23 чел. - Бурлюк — 407/25 чел. | - Голумбей — 170/31 чел - Дуванка — 2067/225 чел. - Калымтай — 680/220 чел. - Камышлы — 435/88. - Кучук-Яшлав — 42/3 чел. - Мамашай — 712/42 чел. - Орта-Кисек-Отаркой — 560/12 чел. - Орта-Кесек-Улукул — 148/0 чел. | - Тарханлар — 633/59 чел. - Топчикой — 174/0 чел. - Ханышкой — 157/0 чел. - Чоткара — 180/34 чел. - Эвельшейх — 26/0 чел. - Эскель — 420/27 чел. - Эфендикой — 85/157 чел. |

Кроме того, в состав волости входило большое количество хуторов, имений, экономий и частных садов. Волость существовала до упразднения волостной системы по постановлению Крымревкома от 8 января 1921 года.